# MAKI LIVE
MAKI LIVE（マキ・ライヴ）は、1972年3月5日に発表された浅川マキの初のライヴ・アルバムであり、通算3枚目のアルバムである。
2011年1月19日、紙ジャケット仕様でリ・マスタリングの上、再発（規格品番：TOCT-27043）。
音源は他にDARKNESS I （1995年）とDARKNESS III （1997年）、DARKNESS IV （2007年）、Long Good-bye（2010年）にて聴くことができる。

## 解説
- 1971年12月30日と31日に新宿・紀伊國屋ホールでの伝説の年越しコンサートを収録[1]。
- CDに納められた歌詩カードは、オリジナルレコード（LP盤）の歌詩カードを復刻したもの。
- 本作収録作品には、以前にも以降にもスタジオ録音されていない作品が含まれている。
- 2016年3月23日、ユニバーサルミュージックより限定アナログLP盤発売。規格品番：UPJY9028 (JAN 4988031135013)。

## 収録曲

### Side A
1. 別れ
  - 作詩[2]・作曲：浅川マキ
2. 赤い橋
  - 作詩：北山修／作曲：山木幸三郎

  - 一番の部分はギター伴奏に合せて、語り。
3. にぎわい
  - 作詩：浅川マキ／作曲：かまやつひろし

  - ※収録されたのは、本アルバムのみ。
4. ちっちゃな時から
  - 作詩：浅川マキ／作曲：むつひろし
5. 朝日樓（朝日のあたる家）
  - 作詩・作曲：PD TRADITIONAL／日本語詩：浅川マキ

  - ※本作は『MAKI II』にも収録されているが、スタジオ録音された音源は存在しない。
6. かもめ
  - 作詩：寺山修司／作曲：山木幸三郎

  - 二番と五番の歌詩が別ヴァージョンで唄われている。

### Side B
1. 少年
  - 作詩・作曲：浅川マキ
2. 死春記
  - 作詩：真崎・守／作曲：浅川マキ

  - ※『ししゅんき』と読む。収録されたのは本アルバムのみ。
3. ピアニストを撃て
  - 作詩：寺山修司／作曲：山木幸三郎

  - ※収録されたのは、本アルバムのみ。
4. オールド・レインコート OLD RAINCOAT WON'T EVER LET YOU DOWN AN
  - 作詩・作曲：ロッド・スチュワート／日本語詩：浅川マキ

  - ※後に『浅川マキ・ライヴ・夜 』にも収録されるが、スタジオ録音は存在しない。
5. ガソリン・アレイ GASOLINE ALLEY
  - 作詩・作曲：ロッド・スチュワート & RONALD DAVID WOOD／日本語詩：浅川マキ

  - ※収録されたのは、本アルバムのみ。
6. さかみち
  - 作詩・作曲：浅川マキ

  - 1972年7月1日、EP『こんな風に過ぎて行くのなら』（規格品番：ETP-2691）のB面曲としてシングル・カット。

※印で付記してある作品は、スタジオ録音が成されていない。

## 演奏者
- 浅川マキ - Vocals
- 今田勝 - Piano & keyboard
- 稲葉国光 - Bass & Electric Bass
- つのだ・ひろ - Drums
- 市原宏祐 - Flute & Percussion
- 萩原信義 - Fork Guitar
- 杉浦芳博 - Twelvestrings Fork Guitar

## スタッフ
- 寺本幸司 - Producer
- 関根ゆきこ - Producer
- 渋谷森久 - Director
- 森知明 - Recording Engineer
- 山木幸三郎 - Music
- 田村仁 - Photographer
- 周東圀夫 - Designer

## 発売形態
| 形態 | 発売日         | 品番                         | 発売元                    | 備考 |
| ---- | -------------- | ---------------------------- | ------------------------- | --- |
| LP   | 1972年03月05日 | ETP-8167                     | 東芝EMI                   | オリジナル発売日。 |
| LP   | 2016年03月23日 | UPJY9028 (JAN 4988031135013) | ユニバーサルミュージック  | 【レコード限定再発】￥3888盤 |
| CD   | 2011年06月15日 | TOCT-27043                   | EMIミュージック・ジャパン | 【CD再発】※完全限定生産盤 2011年デジタルリマスタリング/紙ジャケット仕様。全9曲。 歌詩カードの紙質がオリジナルレコード盤と異なっている。 |